# Reflektorski teleskop
Reflektorski teleskop je tip teleskopa koji svjetlost sakuplja zrcalima za razliku od refraktorskih teleskopa koji svjetlost skupljaju lećama. Zbog manje cijene zrcala, najveći svjetski teleskopi su reflektorskog tipa, na primjer Svemirski teleskop Hubble i Teleskopi Keck. Mana tih teleskopa je potreba za kolimacijom.
Reflektorski teleskop je teleskop kojem je objektiv zrcalo (primarno zrcalo), a razlikuju se prema položaju i svojstvima sekundarnog zrcala i ostalih elemenata kojima se svjetlost dovodi u položaj povoljan za gledanje, snimanje (registriranje) ili spektralnu i polarizacijsku analizu svjetlosti. Tako postoje Gregoryjevi, Newtonovi, Cassegrainovi, Nasmythovi, Ritchey-Chrétienovi načini postave. Reflektori su najveći teleskopi jer su zrcala optički i mehanički pogodnija, upotrebljavaju se u infracrvenom, vidljivom i ultraljubičastom području, a na satelitima se rabe i za stvaranje slike rendgenskih izvora. Najveće cjelovito zrcalo promjera je 8 metara, a mozaik-zrcalo sastavljeno od heksagonalnih elemenata promjera je 10 m (Teleskopi Keck na Havajima). Najveći je satelitski teleskop Hubbleov svemirski teleskop, sa zrcalom promjera 2,4 m. Nove generacije teleskopa upotrebljavaju aktivnu optiku (dijelovi tankog ili mozaičnog zrcala pomiču se servo polugama radi podržavanja točnog oblika površine) i takozvana adaptivnu optiku (optički se prate nehomogenosti u atmosferi pred teleskopom, a njihov se utjecaj u dijelovima sekunde kompenzira malim savitljivim zrcalom postavljenim na put zraka). Svojstva teleskopa znatno se poboljšavaju novim tehnikama detekcije (elektronički uređaj CCD, zapravo poluvodička fotografija) i računalnom obradbom slike, koja također omogućuje automatsko dobivanje podataka. Kombinacija refraktora i reflektora (Schmidtova i Maksutovljeva izvedba) omogućuje konstrukciju s velikim vidnim poljem, što je pogodno za astrografe, a imaju i široku primjenu kao teleobjektivi.

## Newtonov reflektor
Kako bi izbjegao kromatsku aberaciju u lećama, za koju je smatrao da se ne može ukloniti, Isaac Newton je 1668. konstruirao prvi teleskop s konkavnim zrcalom. Teleskop, koji je 1671. prilikom primanja u članstvo darovao Royal Societyju, čuva se do danas. Najveći suvremeni teleskopi koriste konkavna zrcala.

## Gregorian reflektor
Gregorian reflektor se sastoji od dva ogledala: primarno veliko ogledalo (konkavni paraboloid) skuplja svjetlost i dovodi ga skoro u žarište, da bi da sekundarno malo ogledalo (konkavni elipsoid) reflektirao nazad, kroz otvor u centru primarnog ogledala, do okulara. U Gregoryjevu teleskopu s provrtanim paraboloidnim zrcalom, opisanim u djelu Napredna optika (Optica Promota, 1663.), sekundarno je zrcalo elipsoidno udubljeno, čime se dobiva uspravna slika. Zbog maloga vidnog polja nije ušlo u širu upotrebu. Ova konstrukcija je uglavnom istisnuta s Cassegrainovim reflektorom, ali za astronome amatere ipak je lakše izraditi Gregorian teleskop, jer je lakše napraviti i testirati sekundarno malo ogledalo. Gregorian reflektor je vrsta reflektorskog teleskopa, koji je konstruirao škotski matematičar i astronom James Gregory u 17. stoljeću, a prvi je sagradio Robert Hooke 1673. Jedino prije toga je napravljen Newtonov reflektor, kojeg je sagradio Isaac Newton, 1668.

## Cassegrainov reflektor
Cassegrainov reflektor je dalekozor nazvan po francuskom svećeniku Laurentu Cassegrainu (oko 1629. — 1. rujna 1693.),  koji ga je izumio 1672. Svjetlost odbijena od paraboloidnog objektiva (glavnoga zrcala) pada na otklonsko zrcalo oblika hiperboloida, od kojega se pak odbija tako da prođe kroz otvor glavnog zrcala u žarište. Primjenjuje se u astronomiji i kod fotografskih teleobjektiva.